# Weninger Antal
Weninger Antal (Boldogasszony, Moson vármegye, 1902. április 22. – Budapest, 1993. november 25.) orvos, szakíró, jógaoktató.

## Élete
A jelenleg Ausztria területén lévő Boldogasszonyban született (ma Frauenkirchen). Két évesen családja Mosonbánfalvára költözött, miután édesapját ott főjegyzővé választották. Burgenland átcsatolásáig itt élt a család. A magyaróvári gimnázium első négy éve után, a világháború hősi ideáljától elragadtatva, a kismartoni katonai főreáliskola növendéke lett, és innen mint rangelső, a traiskircheni katonai akadémiára került. 
Az elvesztett háború után lemaradt a katonai pályáról és 17 évesen a bécsi orvostudományi egyetemre járt, végül a budapesti egyetemen szerzett diplomát 1930-ban. A debreceni klinikán tanársegéd, szülész-nőgyógyász, sebész és a röntgenlabor vezetője lett.
Ő írta 1939-ben az első magyar jógakönyvet A keleti jóga, India misztikája és ősi gyógymódja címmel, melyhez előszót az akkor már híres indológus, Baktay Ervin írt. Az 1940-es évek végén Ortutay Gyula kultuszminiszter ki akarta őt nevezni hiteles egyetemi tanárnak, nem utolsósorban azzal a céllal, hogy az orvosi egyetemen szabad, fakultatív tárgyként a pszichoszomatikus módszert tanítsa, majd bevezesse a jóga rendszeres oktatását. Azért, hogy akiknek a gyógyítás lesz a dolguk, először magukat, igazi Énjüket ismerjék meg, mielőtt másokat kezelnének.[forrás?] Az elkövetkező években tizenhárom könyve látott napvilágot ebben a témában.
A Magyar Nemzet első munkatársainak egyike volt, számos náciellenes cikket közölt Bánfalvi Szilárd álnéven, ezek közül kiemelkedett a Nyilas áfium ellen való orvosság és a Paranoiások című sorozata, amelynek egyik darabjában alig leplezve rajzolta meg Hitler elmeorvosi portréját. E cikk miatt bíróság elé is került. A második világháború előtt és alatt üldözöttek százait mentette meg saját élete kockáztatásával.
A háború után 1947-ben eltávolították igazgató-főorvosi állásából, megakadályozták, hogy a SOTE-n tanítson és sokáig csupán iskola-, és üzemorvosként dolgozhatott. Ezekben az években a gyógyításon kívül elsősorban a keleti orvoslással foglalkozott. Legjelentősebb könyve Az idő partján, mely az orvosi egyetem jógatankönyveként íródott, bár ezt a szerepet sajnos nem tölthette be.
1988-ban, negyvenhat évnyi szünet után jelent meg a mű átdolgozott 2. kiadása, mely szintén sokakat indított el a jóga útján. Írt külföldi orvosi szaklapokba németül, franciául, és angolul. Öt nyelven tájékozódott folyamatosan szemüveg nélkül mindarról, amit a világ orvostudománya újként kínál.
A 80-as években kis létszámú jógacsoportokat is oktatott. Csak élete vége felé jutott szóhoz a televízióban, 1991-től nevéhez fűződött az első, jógát népszerűsítő tévésorozat. Illetve ebben az időben írt cikkeket a Nők Lapjába, melyek ezoterikus tartalmúak voltak. Elsősorban az integrál-jógát népszerűsítette, könyveiben többször tesz említést róla. 1992-ben megkapta a Magyar Köztársasági Érdemrend tisztikeresztje polgári tagozata kitüntetést.
1993-ban távozott el az élők sorából.

## Emlékezete
Sírhelye az Új köztemető 92-es parcellánál található. A Facebookon emlékére oldalt üzemeltetnek.

## Művei
- A keleti jóga. India misztikája és ősi gyógymódja. Az ifjúság megőrzésének, a szervezet konzerválásának és a betegségek kezelésének új útjai; Palladis, Bp., 1939
- A gyógyítóművészet új irányai; Vörösváry, Bp., 1941
- Szellem és egészség. A gyógyítóművészet új irányai. Orvos a lélekért, 1-3.; Vörösváry, Bp., 1941
- Razzia az emberi szervezetben; Vajda-Wichmann, Bp., 1943
- A keleti jóga. India misztikája és ősi gyógymódja; 2. bőv., teljesen átdolg. kiad.; Vörösváry, Bp., 1943
- Az egészség testi és lelki forrásai; Országos Közművelődési Szövetség, Bp., 1944
- A nővérekhez / Mozart. Két előadás; Magyarországi Szimbólikus Nagypáholy, Bp., 1947
- A jó egészség kincseskönyve. A magyar nép számára; Palladis, Bp., 1947
- Az idő partján. Jóga és személyiség; előszó Róbert László; Tankönyvkiadó, Bp., 1986
- Jóga a mindennapokban; Nótárius, Bp., 1991